# Scioto (rijeka)
Scioto je rijeka u SAD-u, u saveznoj državi Ohio, pritoka rijeke Ohio. 
Rijeka Scioto duga je 372 km, izvire u okrugu Auglaize, u blizini mjesta New Hampshire u Ohio, svojim tokom protječe kroz gl. grad države Columbus, gdje prima najveću pritoku rijeku Olentangy, te se kod grada Portsmouth ulijeva u rijeku Ohio.
Rijeka primarno služi kao izvor pitke vode i za rekreaciju. U tu svrhu su na rijeci izgrađene dvije brane. Brana Griggs i brana O'Shaughnessy služe kao izvor vode za grad Columbus.